# Marianów (Silésie)
Pour les articles homonymes, voir Marianów.
Marianów est une localité polonaise de la gmina de Popów, située dans le powiat de Kłobuck en voïvodie de Silésie.